# Fernando Wood
Fernando Wood (ur. 14 czerwca 1812 w Filadelfii, zm. 14 lutego 1881 w Hot Springs) – amerykański polityk, członek Partii Demokratycznej.

## Działalność polityczna
Od 4 marca 1841 do 3 marca 1843 przez jedną kadencję był przedstawicielem 3. okręgu wyborczego (miejsce B) w stanie Nowy Jork w Izbie Reprezentantów Stanów Zjednoczonych. W okresie od 1855 do 1858 i od 1861 do 1862 był 73. i 75. burmistrzem Nowego Jorku. Od 4 marca 1863 do 3 marca 1865 przez jedną kadencję był przedstawicielem 5. okręgu, od 4 marca 1867 do 3 marca 1873 przez trzy kadencje przedstawicielem 9. okręgu, od 4 marca 1873 do 3 marca 1875 przez jedną kadencję przedstawicielem 10. okręgu, a od 4 marca 1875 do śmierci 14 lutego 1881 przez trzy kadencje (w 1880 wybrany po raz czwarty) ponownie przedstawicielem 9. okręgu wyborczego w stanie Nowy Jork w Izbie Reprezentantów Stanów Zjednoczonych.
Jego bratem był Benjamin Wood.